# Vai nyelv
A vai nyelv Libéria és Sierra Leone partközeli térségében 120 000 ember anyanyelve. A mande nyelvek közé tartozik.

## Története
Az első feljegyzés Hannah Kilham 1828-ban kelt szójegyzékéből származik, első nyelvtanát S. W. Koelle adta ki 1853-ban. Irodalma nincs, de van saját írásrendszere, amely szűk körben használatos. A 18. század harmincas éveiben Mamalu Duwalu Bukele egyéni alkotása volt, eredetileg ideografikus jelekkel, de fokozatosan szótagírássá egyszerűsödött; összesen 212 jelből áll.

## Hangtan
A vai nyelvben 12 magánhangzó és 31 mássalhangzó van.